# New Era Cap Company
De New Era Cap Company (of gewoon New Era) gelegen in Buffalo in de staat New York, is een hoofddekselfabrikant. Het werd in 1920 opgericht door de Duitse immigrant Ehrhardt Koch. New Era is de exclusieve producent en marketeer van de officiële on-field-cap, gedragen door alle Major League Baseball-teams en hun minor league-filialen. New Era maakt ook producten voor teams in de "Korea Baseball Organization" (KBO) en "Nippon Professional Baseball" (NPB), evenals andere entiteiten, waaronder NHL, NBA en meer dan 200 hogescholen en universiteiten in de Verenigde Staten.

## Geschiedenis
In 1920 richtte Koch Ehrhardt zijn eigen hoedenbedrijf op, E. Koch Cap Co. Zijn bedrijf begon met 14 werknemers en was gevestigd op de derde verdieping van 1830 Geneese Street op de hoek van Bailey in Buffalo in New York. In 1922 werd het bedrijf omgedoopt tot New Era Cap Company. In 1932 ontwierp het bedrijf de eerste versie van een baseballcap. Twee jaar later startte het het bedrijf met het produceren van haar eerste professionele honkbalteamcaps: de Cleveland Indians-caps. Dit was in de jaren voor exclusieve licenties, dus New Era had te maken met concurrentie van andere cap-producerende ondernemingen. Hun belangrijkste concurrenten waren Wilson, Spalding, Rawlings, McAulife (later KM Pro, vervolgens Roman Pro), en een aantal andere bedrijven. Rond de jaren 40 
produceerde New Era caps voor veel professionele honkbalteams. In de late jaren 40 onthulde New Era hun verstelbare caps. Hoewel de onderneming nog hoofdzakelijk petten op maat maakte.
In 1954 werden de petten op maat herontworpen en 59Fifty genoemd, ook wel Brooklyn Style-cap. Stoffen zweetbandjes werden eveneens geïntroduceerd op dit moment (het gebruik van lederen zweetbandjes nam langzaam af tot aan het einde van de jaren 1980). Tegen het jaar 1965 leverde New Era caps voor maar liefst 10 teams van de Major League Baseball. In 1969 voorzag New Era de bemanning van de Apollo 11 van unieke op maat gemaakte hoeden. New Era deed hetzelfde voor alle Ruimtemissies die daarna kwamen. New Era werd steeds groter, wat ervoor zorgde dat ze in 1974 voor maar liefst 20 van de 24 teams van de Major League de caps produceerden. Tegen het jaar 1980 leverde New Era caps niet alleen aan 23 Major League Baseball teams, maar ook aan universiteit sport, lokale en internationale honkbal, tennis en golf teams. 6 jaar later onthulde New Era haar MLB Diamond Collection, die zij leverde aan MLB-teams en verkocht aan het grote publiek. Het dragen van "New Era-Wear" werd een grote trend. New Era kreeg exclusieve licenties met Major League Baseball in 1993 en versloeg daarmee de belangrijkste (en laatste) concurrent Sport Specialties. Nu leverde New Era voor elk honkbalteam uit de Major league caps voor hun wedstrijden. De 'moderne' cap-modetrend is gestart door regisseur Spike Lee in 1996, toen hij persoonlijk een rode cap van New York Yankees bij New Era aanvroeg. In 2006 verhuisde New Era naar een nieuw groter hoofdkantoor in Buffalo.

## Distributie
New Era-caps zijn te koop bij grote retailketens, maar het bedrijf heeft ook contracten met onafhankelijke detailhandelaren die hun producten graag willen verkopen. Het bedrijf heeft de eerste Flagship Store geopend in mei 2006 in de New Yorkse wijk SoHo. In november 2006 werd een tweede Flagship Store geopend in thuisstad van het bedrijf, Buffalo. Een derde winkel volgde in 2007, ditmaal in Londen en werd daarmee de eerste Flagship Store buiten de Verenigde Staten. Sinds augustus 2007 heeft de onderneming een Toronto Store, op Queen Street West, en een Atlanta Store, op de hoek van Cone en Luckie, geopend. Meer recentelijk opende New Era twee Europese flagshipstores, één in Berlijn en één in Birmingham.

## Producten
In maart 2007 veranderde New Era de on-field-cap in het Amerikaanse honkbal. In plaats van caps van puur wol introduceerde het bedrijf caps gemaakt van 100% polyester. Deze veranderingen was de eerste grote verandering aan de klassieke honkbalcap in meer dan twintig jaar. De nieuwe caps hebben ook een zwarte onderhoedrand (tegen verblinding) in tegenstelling tot de oude caps die een grijze onderrand hadden, evenals een zwarte zweetband in plaats van de oude, witte zweetbandjes.

## 59Fifty
59Fifty is onderdeel van New Era die een speciaal soort petten ontwikkeld. Ze worden vaak aangeduid als "Fitted". Ze zijn te koop in verschillende groottes, die van 22 1/8 inch (New Era maat 6 3/8) uitlopen tot 25 inch (New Era maat 8). De gemiddelde prijs ligt op ongeveer €34,99, behalve bij flagshipstores waar ze vaak minder duur zijn. De caps zijn beschikbaar met het logo van alle Major en Minor League Baseballteams, waarbij ook nog uit verschillende kleuren gekozen kan worden, evenals NHL, NBA en NFL. De cap is ook beschikbaar met diverse namen van steden, Marvel Comics- en DC Comics-personage erop. Sommige caps worden uitgerust met een speciaal logo en heten Special Edition Caps, die je heel moeilijk kan krijgen en duurder zijn.

## Varianten
- De Snapback Cap is de nieuwe, verstelbare versie van de 59Fifty.
- De 49Forty is uitgerust met een lager profiel dan de 59Fifty, en heeft een meer casual, collegiaal uiterlijk.
- De 39Thirty is een stretch-fit-cap, en wordt gebruikt door MLB als de batting-practice-cap.
- De 29Twenty is een verstelbare, ongestructureerde cap.
- De EK lijn bestaat uit premium ontworpen hoeden en petten.
- Capture the Flag-hoofddeksels zijn ontworpen door beroemdheden en worden uitsluitend verkocht in boetieks in special geselecteerde steden over de hele wereld. Er worden slechts 288 exemplaren van elk ontworpen cap geproduceerd.